# Gastone Nencini
Gastone Nencini (Barberino di Mugello, 1 de março de 1930 – Florença, 1 de fevereiro de 1980) foi um ciclista italiano. Recebeu o codinome de Il Leone del Mugello.
Foi o vencedor do Tour de France em 1960 . Venceu o Giro d'Italia em 1957 .